# Lotniska w Berlinie

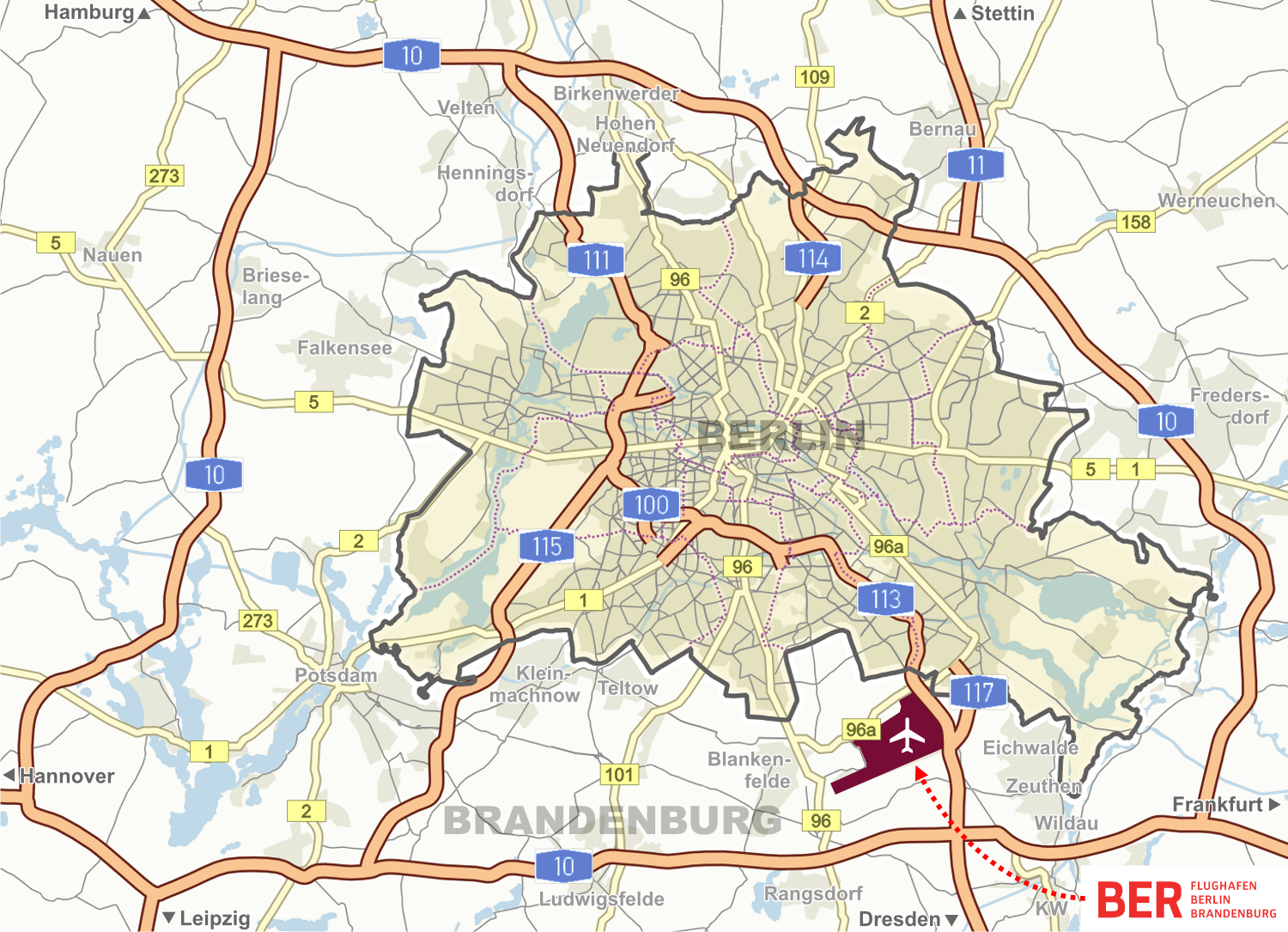
Położenie lotniska Berlin-Brandenburg

Lotniska w Berlinie – Berlin, stolica Niemiec, obsługiwany jest przez Port lotniczy Berlin-Brandenburg im. Willy’ego Brandta (niem. Flughafen Berlin Brandenburg „Willy Brandt”, ang. Berlin Brandenburg Airport, kod IATA: BER, kod ICAO EDDB), położony w Schönefeld, na południe od Berlina, przy autostradzie A113.
Do listopada 2020 roku na terenie Berlina działały dwa porty lotnicze: Schönefeld (Flughafen Schönefeld), Tegel (Flughafen Tegel), natomiast do października 2008 roku na terenie Berlina działało trzecie lotnisko Tempelhof (Flughafen Tempelhof).

## Nieczynne lotniska w Berlinie
- Tempelhof - położone było bardzo blisko centrum miasta. W związku z rozbudową lotniska Schönefeld funkcjonowało do końca października 2008 roku.
- Berlin-Tegel - położone było w zachodniej części miasta, w dzielnicy Tegel. Powstało po II wojnie światowej w czasie blokady Berlina przez ZSRR. Rozbudowane i zmodernizowane w latach 70. zaczął stopniowo zastępować lotnisko w Tempelhof i był głównym portem lotniczym Berlina Zachodniego. Zlikwidowane po otwarciu lotniska Berlin-Brandenburg (2020).
- Berlin-Schönefeld - położone było na południe od centrum Berlina, już za granicami miasta, było jedynym lotniskiem dla Berlina Wschodniego. Po otwarciu lotniska Berlin-Brandenburg, dawne lotnisko Schönefeld funkcjonuje jako Terminal 5 ww. lotniska.
- Berlin Gatow – dawne lotnisko Królewskich Sił Powietrznych (RAF) obecnie muzeum
- Berlin Johannisthal – najstarsze lotnisko w Berlinie (z 1909 roku).
- Berlin Staaken – miejsce prób sterowców i samolotów Zeppelin-Staaken

## Podstawowe statystyki (2001)
| Kod IATA | Nazwa      | Pasażerowie | Cargo w t | Operacje lotnicze |
| SXF      | Schönefeld | 1 915 110   | 12 897    | 40 447            |
| TXL      | Tegel      | 9 909 453   | 27 968    | 131 631           |
| THF      | Tempelhof  | 775 329     | 576       | 48 927            |
| BER      | Razem      | 12 598 892  | 41 441    | 221 005           |